# Nguyễn Thị Hậu
Nguyễn Thị Hậu (25 tháng 9 năm 1919 – 21 tháng 12 năm 1979) là một người mẫu ảnh, luật sư và nữ chính khách Việt Nam Cộng hòa. Bà từng là cựu Thị trưởng Đà Lạt từ năm 1966 đến năm 1968 dưới thời Đệ Nhị Cộng hòa.
Bà Nguyễn Thị Hậu được coi là người phụ nữ đầu tiên mặc áo dài lối mới theo kiểu Lemur tại Việt Nam, được chụp hình đăng trên báo Ngày Nay của nhóm Tự Lực Văn Đoàn và được lăng xê rộng rãi trên báo chí cũng như các công sở và nơi công cộng vào những năm 1930. Trong thời kỳ hoạt động tại miền Nam Việt Nam, Nguyễn Thị Hậu được coi là nữ thị trưởng duy nhất của Đà Lạt và cũng là nữ thị trưởng đầu tiên của chế độ Việt Nam Cộng hòa.

## Tiểu sử

### Thân thế và học vấn
Nguyễn Thị Hậu sinh ngày 25 tháng 9 năm 1919 tại Hà Nội, Bắc Kỳ, Liên bang Đông Dương trong một gia đình khá giả. Bà từng theo học sư phạm, sau đó lấy bằng Cử nhân Luật năm 1951 và tốt nghiệp Trường Đại học Luật khoa Hà Nội năm 1952.

### Hình ảnh áo dài Lemur đầu tiên
Từ khi còn là một nữ sinh 15 tuổi, Nguyễn Thị Hậu đã là người mẫu ảnh xuất hiện trên các tạp chí chữ quốc ngữ thời thập niên 1930, trong đó bà vinh dự trở thành người phụ nữ đầu tiên mặc áo dài lối mới theo kiểu Lemur do họa sĩ Cát Tường thiết kế để chụp hình đăng trên báo Ngày Nay của nhóm Tự Lực Văn Đoàn, số đầu tiên ngày 30 tháng 1 năm 1935 trên trang 9. Vào cuối những năm 1930, hình ảnh bà với áo dài Cát Tường theo lối mới đã được lăng xê ở nơi công sở và nơi công cộng tại An Nam thời bấy giờ. Áo dài của ông Cát Tường thiết kế từ thập niên 1930 này chính là tiền thân của áo dài Việt Nam hiện nay; còn Nguyễn Thị Hậu được coi là một trong những người dẫn dầu phong trào mặc y phục phụ nữ ở Việt Nam vào thập niên 1930.

### Hành nghề luật sư
Sau khi ra trường, Nguyễn Thị Hậu tham gia công tác trong ngành lập pháp, khởi đầu từ chức Phó Biện lý Tòa Sơ thẩm Hà Nội năm 1949. Bốn năm sau, bà trở thành Luật sư tập sự vào năm 1953 và sau đó là Luật sư thực thụ tại Tòa Sơ thẩm Sài Gòn vào năm 1957. Trong các hoạt động đoàn thể nghề nghiệp, bà Nguyễn Thị Hậu từng là thành viên dự khuyết của Luật sư Đoàn từ năm 1963 đến năm 1964, ngoài ra còn đảm nhiệm cương vị Phó Chủ tịch Hội Nữ Luật sư Quốc tế Việt Nam.

### Thị trưởng Đà Lạt
Ngày 19 tháng 3 năm 1966, bà Nguyễn Thị Hậu được Chủ tịch Ủy ban Hành pháp Trung ương Nguyễn Cao Kỳ bổ nhiệm làm Thị trưởng Đà Lạt, kế nhiệm Đại tá Trần Văn Phấn. Trước đó ông Phấn là Tỉnh trưởng tỉnh Tuyên Đức kiêm Thị trưởng Đà Lạt từ năm 1965 đến năm 1966. Tuy nhiên từ thời của bà thì hai chức này không còn kiêm nhiệm nữa mà tách hẳn ra. Bà là nữ Thị trưởng đầu tiên của chế độ Việt Nam Cộng hòa và là nữ thị trưởng duy nhất trong 100 năm qua của Đà Lạt. Ngoài ra trong thời kỳ này bà còn giữ vai trò Chủ tịch Hội đồng Phát triển Cách mạng địa phương. Năm 1968, bà từ chức Thị trưởng Đà Lạt rồi quay trở về với nghề luật sư như cũ.
Khi bà Nguyễn Thị Hậu vừa mới được bổ nhiệm làm Thị trưởng Đà Lạt, một phong trào đấu tranh của quần chúng địa phương dưới ảnh hưởng của Biến động Miền Trung đã diễn ra nhằm phản đối chính quyền. Bà Hậu được cho là đã ra đối thoại với quần chúng nhưng bị đám đông đánh giá là "không có thiện chí với nhân dân" và "hống hách". Đài Phát thanh Đà Lạt sau đó đã bị những người tham gia phong trào chiếm giữ và đốt. Tuy nhiên sau đó những cuộc đấu tranh của quần chúng đã bị dập tắt.

### Sau năm 1975
Theo cây viết Đông Kha trên Nhạc Xưa Thời Báo, sau ngày 30 tháng 4 năm 1975, bà Nguyễn Thị Hậu ở lại Việt Nam với con gái út trong khi những người con khác của bà sang Hoa Kỳ. Bà qua đời ngày 21 tháng 12 năm 1979.

## Đời tư
Bà Nguyễn Thị Hậu kết hôn với ông Nguyễn Hữu Lương, một bác sĩ y khoa. Hai người có chung với nhau 3 người con, hai trai và một gái.